# Никольская, Ирина Ильинична
Ири́на Ильи́нична Нико́льская (27 декабря 1943, Ухта) — российский музыковед, полонист, доктор искусствоведения, ведущий научный сотрудник Государственного института искусствознания, заслуженный деятель культуры Польши (1981), внёсший существенный вклад в изучение музыкального наследия Кароля Шимановского и Витольда Лютославского, творчества Кшиштофа Пендерецкого и Зыгмунта Краузе.

## Биография
Родилась 27 декабря 1943 года в Ухте.
В 1968—1972 гг. училась в Институте музыкологии на историческом факультете Варшавского университета.
В 1973 году окончила Государственный музыкально-педагогический институт им. Гнесиных. В 1973—1976 гг. — в аспирантуре Государственного института искусствознания.
1973 год — научный сотрудник Музея музыкальной культуры им. Глинки.
1974 год и по настоящее время — Государственный институт искусствознания.
1978 год — защита диссертации на соискание ученой степени канд. искусствоведения «Антивоенная тема в польской музыке» (научный руководитель Л. В. Полякова).
1987 год — месячная стажировка в Вене, в Институте «Наука на службе человека».
1992 год — защита диссертации на соискание ученой степени доктора искусствоведения «От Шимановского до Лютославского и Пендерецкого».
1995—2010 гг. — редактор отдела «Музыка и кино» в журнале «Салон Аудио/Видео».
1998 год — трехмесячная стажировка в Фонде музыкальных рукописей Пауля Захера в Базеле (Швейцария).
Многолетнее сотрудничество с Польским культурным центром и Отделом культуры Польского посольства в Москве. Организация и ведение концертов, лекций, проведение пресс-конференций и так далее.
Работа в Приемной комиссии Московского союза композиторов (1990-е годы).
Работа в Бюро музыковедческой секции Союза московских композиторов.
Работа в Музыкальном фонде Союза композиторов (1985—1995).
Член диссертационного Ученого совета ГИИ.
Член Ученого совета по прохождению рукописей ГИИ.

## Семья
Муж, Светлов Игорь Евгеньевич (1935—2024) — доктор искусствоведения, профессор МГАХИ им. Сурикова, заслуженный деятель искусств России, почётный академик Российской академии художеств.
Сын, Пётр Никольский — доктор богословия, приходской священник храма Николая Чудотворца в Свиднице Польской православной церкви в Нижней Силезии (Польша).

## Награды
- Заслуженный деятель культуры Польши, 1981.
- Медаль в год столетия Кароля Шимановского за сборник «Кароль Шимановский. Воспоминания. Статьи. Публикации». М., 1984.
- Знак «Amicus Poloniae», 1985.
- Медаль Союза польских композиторов, 1989.
- Кавалер Ордена Заслуг перед Республикой Польша, удостоверение № 170-2000-3 от 11 июля 2000 года за подписью президента Польши Александра Квасьневского.
- Номинация на Награду имени Анджея Дравича, 2000.
- Диплом Министра иностранных дел Польши, 2000.
- Диплом и медаль Фонда «Толеранция», 2001.
- Медаль Союза польских композиторов, 2005.
- Специальная премия Министра культуры Польши, 2005.
- Диплом и медаль Общества имени Витольда Лютославского, 2005.
- Бронзовая Медаль «За заслуги в культуре Gloria Artis», 2005[3].
- Медаль в честь 100-летия со дня рождения Витольда Лютославского, 2013.
- Почетный диплом Конкурса книг имени Б. В. Асафьева (Союз московских композиторов) за книгу: «От Шимановского до Лютославского и Пендерецкого», 1991.
- Золотая медаль Союза московских композиторов, 2013.

Сфера научных интересов И. И. Никольской — современная музыка XX века, отечественная и зарубежная. Более всего трудов посвящено польской музыке XX века.

## Основные публикации

### Монографии
- От Шимановского до Лютославского и Пендерецкого. Очерки развития симфонической музыки в Польше XX века. М., 1990.
- Conversation with Witold Lutosławski (1987—1992). Stockholm, 1994.
- Беседы Ирины Никольской с Витольдом Лютославским. Статьи. Воспоминания. М., 1995.
- Muzyka to nie tylko dżwięki. Rozmowy z Witoldem Lutosławskim przeprowadziła Irina Nikolska. Krakуw, 2003.
- Кшиштоф Пендерецкий. Инструментальная музыка. Симфонии. Оперы. Очерки. М., 2012.

### Избранные статьи в научных сборниках, журналах
- Современность и традиции в симфоническом творчестве Тадеуша Бэрда // Искусство социалистических стран Европы. Киев, 1985.
- Heinrich Schьtz in der sowjetischen Musikwissenschaft// Heinrich Schьtz im Spannungsfeld seines und unseres Jahrhunderts. Teil 2 /
- Internationale Schötz-Konferenz Dresden, 1985. Leipzig, 1988.
- Dramaturgia I forma u Chopina a polska muzyka XX wieku. Wybrane aspekty // Rocznik Chopinowski Tom XIX, Warszawa, 1989.
- «Warsaw Autumn» 90 — A Mirror of Creative Problems // Polish Music— Polnische Musik, 1991, № 1.
- Русский симфонизм 80-х годов: некоторые итоги // Музыкальная академия, 1992, № 4.
- Самый лучезарный из творцов (публикация материалов об А. Н. Скрябине из домашнего архива Е. О. Гунста // Музыкальная академия, 1993, № 4.
- Symfonie Galiny Ustwolskiej // Ruch muzyczny, 1993, № 1.
- Sofia Gubajdulina: symfonika lat osiemdziesiątych // Ruch muzyczny, 1993, № 3.
- Edison Denisov: Exklusivt fцr «Melos» av Irina Nikolska // Melos (Stockholm), 1993, № 3.
- Пан Витольд Лютославский: прощальный поклон // Музыкальная академия, 1994, № 4.
- On Some Symphonic Works within the 80s // The Music of Krzysztof Penderecki. Poetics and Reception. Krakуw, 1995.
- Cимфоническая музыка второй половины 70-80-х годов// История музыки народов СССР (в трех выпусках). Вып.1, М., 1997.
- Польская музыка в России. XX век. Москва— Варшава, Warszawa— Moskwa / 1900—2000.
- On the Types of Chain Connections in the Late Music of Lutosławski: Some Remarks an «Chain 1» for Chamber Ensemble and «Chain 3» for * Orchestra// Lutosławski Studies. Oxford University Press, 2001.
- Wagner w Rosji. Idee — dzieło — recepcja // Studia Instytutu Muzykologii Uniwersytetu Warszawskiego. Warszawa, 2004.
- Shostakovich Remembered: Interviews with His Soviet Colleagues // A Shostakovich Casebook, edited by Malcolm Hamrick Brown. Indiana University Press, 2004.
- Музыка Польши // История искусств стран Западной Европы от Возрождения до начала XX века. Искусство XIX века. Кн.3. СПб., 2004.
- Парный портрет (Мечислав Карлович и Кароль Шимановский) в интерьере европейского символизма // Польское искусство и литература: От символизма к авангарду. СПб., 2008.
- Fryderyk Chopin: nineteenth-and early twentieth-century Russian perspectives. Anthology// Chopin and his Critics. An Anthology. Warszawa, 2011.
- В. В. Стасов о Шопене // Отзвуки Шопена в русской культуре. М., 2012.

### Материалы конференций
- По материалам конференции Сектора искусства стран Центральной Европы написана статья: Романтизм — антиромантизм: эстетическая дискуссия в польской музыке 20-30-х годов // Художественные процессы и направления в искусстве стран Восточной Европы. По материалам конференции. М, 1995.
- По материалам краковской конференции «50 лет польской музыки: 1945—1995». Статья: Postmodernizm w interpretacji Pawła Szymańskiego // Muzyka Polska 1945—1995. Materiały Sesji Naukowej 6-10 Grudnia 1995. Krakуw, 1996.
- Kонференция, посвященная рецепции творчества французского композитора Оливье Мессиана во Вроцлаве в 1999 г. Статья: O recepcji twуrczości Oliviera Messiaena w Rosji // Recepcja twуrczości Oliviera Messiaena. Akademia Muzyczna im. Karola Lipińskiego we Wrocławiu, Zeszyt Naukowy, № 78. Wrocław, 2001.
- Конференция в Союзе московских композиторов, посвященная творческому процессу (2000). Статья: Некоторые аспекты творческого процесса у Витольда Лютославского: о типах «цепной» связи в форме на основе исследования черновиков «Chain 1» для 14 инструменталистов (1983) и «Chain 3» для оркестра (1986) // Процессы музыкального творчества. М., 2002.
- Статья по материалам Второго всемирного шопеновского конгресса в Варшаве в 1998 г. Статья (английская и польская версии): Anton Rubinstein Interpreting Frйdйric Chopin // Chopin and his Work in the Context of Culture. Krakуw, 2003.
- Келдышевские чтения в ГИИ в 2006 г. Статья: Минимализм в польской музыке 1960—1980-х годов // Келдышевские чтения — 2006. К 95-летию со дня рождения И. В. Нестьева. М., 2007.
- Конференция Отдела искусства Центральной Европы в ГИИ, посвященная Габсбургской империи. Статья: Кароль Шимановский и венский издательский дом «Universal Edition» // Художественные центры Австро-Венгрии 1867—1919. СПб., 2009.
- Конференция в Союзе композиторов, посвященная памяти М. Е. Тараканова. Статья: Симфонизм Витольда Лютославского // Звуковая среда современности. Сборник статей памяти М. Е. Тараканова (1928—1996). М.: ГИИ, 2012.

### Составление и редактирование коллективных трудов
- Кароль Шимановский. Воспоминания. Статьи. Публикации. М., 1984.
- Русско-немецкие музыкальные связи. М., 1996.
- Современное польское искусство и литература. М., 1998.
- Польское искусство и литература: от символизма к авангарду. СПб., 2008.